# عين شرشار
توجد بلدية عين شرشار بولاية سكيكدة تحدها شمالا بلدية بن عزوز ومن الشرق والجنوب بلدية بكوش لخضر وغربا مدينة عزابة وهي بلدية تعدادها السكاني حوالي 16000 نسمة، تعدّ الزراعة المصدر الأساسي للعيش لسكان البلدية كما أن التجارة نشيطة ومربحة أيضا وذلك بسبب الوضع الاقتصادي الجيد لاغلبية السكان ينتمون للطبقة المتوسطة  ويعود تسمية عين شرشار الئ منبع شرشار في جبل مليلة ويطلق علي البلدية اسم ريبو نسبة الئ كاتب فرنسي الخ ويعود اصل سكانها الئ مليلة وواد الزهار وهي بلدية جميلة يحبون كرة القدم ولها فريق اسمهه شباب عين شرشار وله تاريخ عريق.
عين شرشار تضم مناطق عديدة وهم القرية الشبيكية والواد الكبير وواد الزهار ومشتة غجاتة ودوار فيافيل...الخ.